# Yamen

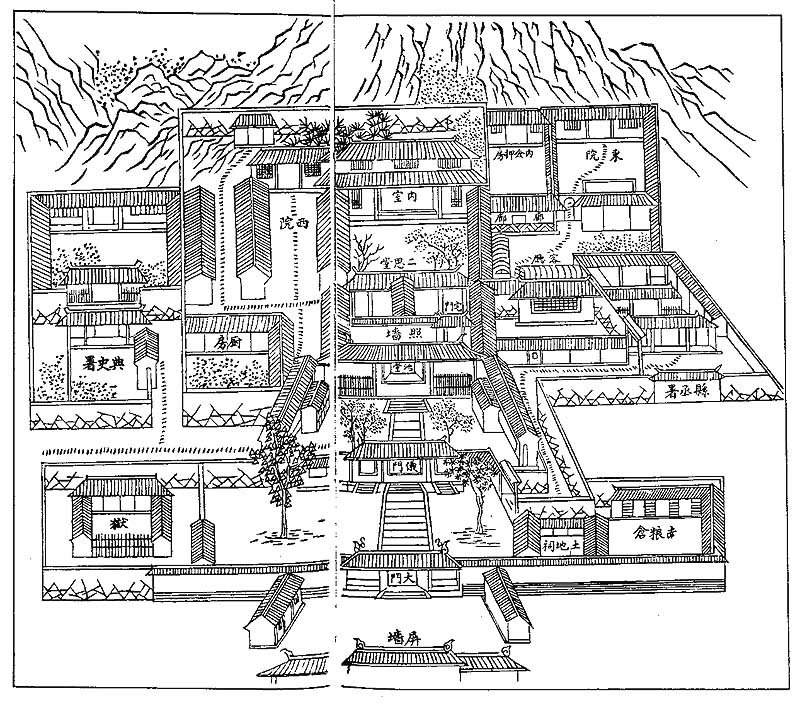
Dibujo de la planta del yamen de Shaoxing Fu (Provincia de Zhejiang), 1803.

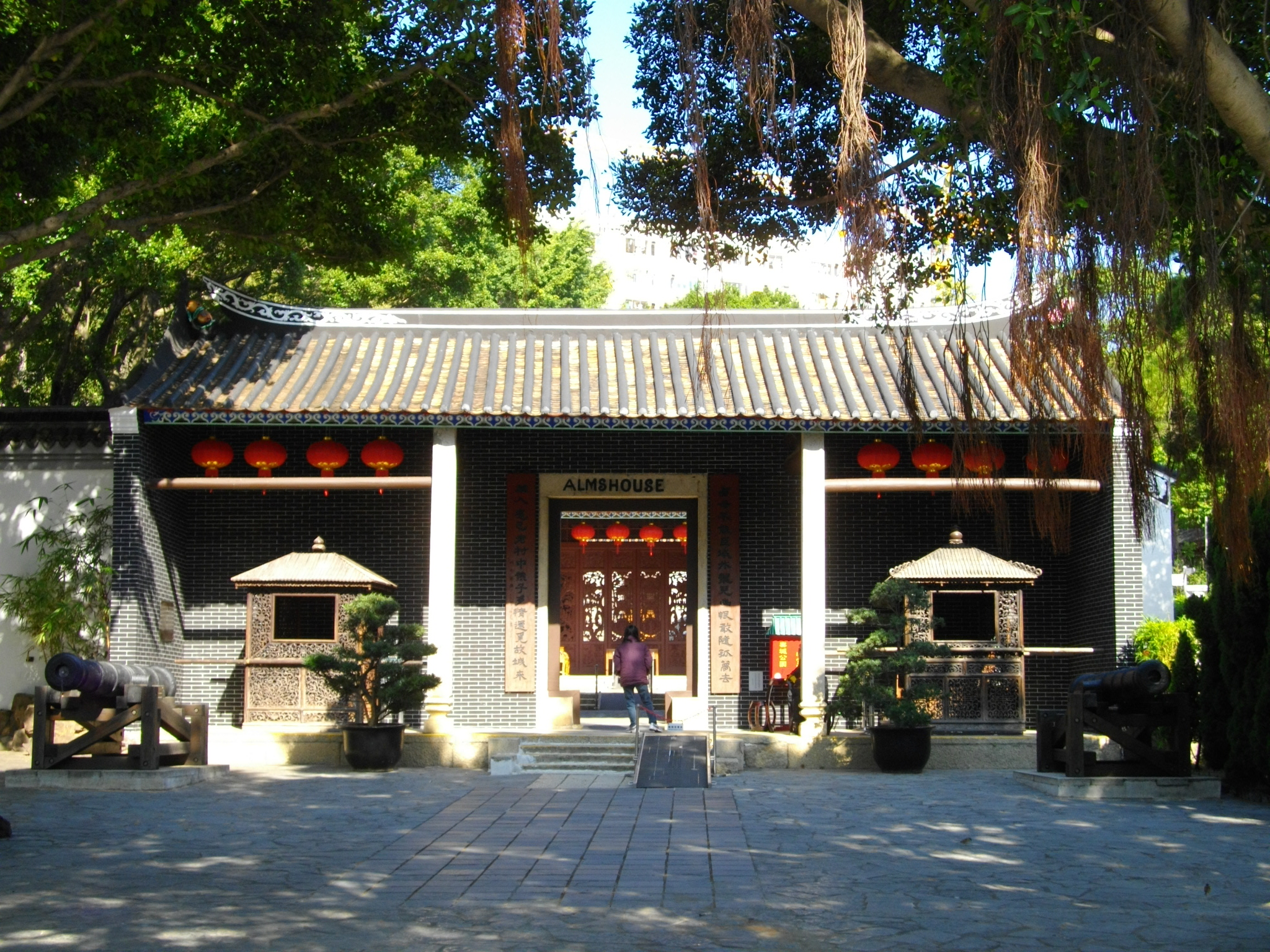
El antiguo yamen en Kowloon Walled City Park

Un yamen (yamen; chino simplificado: 衙门; chino tradicional: 衙門; pinyin: yámén) era la oficina administrativa y/o la residencia de un burócrata local en la China imperial. Un yamen también podía ser cualquier oficina gubernamental u organismo encabezado por un mandarín, en cualquier nivel de gobierno: las oficinas de uno de los Seis Ministerios era un yamen, pero también lo era una magistratura de la prefectura. El término ha sido ampliamente utilizado en China durante siglos.
En un yamen local, el burócrata administraba los asuntos del gobierno de la ciudad o región. Las responsabilidades típicas del cargo incluían la financiación local, las obras de infraestructura, el juicio de los casos civiles y penales, y la emisión de decretos y políticas.
En general, el burócrata y su familia inmediata vivían en una residencia unida al yamen. Esto ocurrió especialmente durante la dinastía Qing, cuando la ley imperial prohibió a una persona tomar posesión del gobierno en su provincia natal.
La estructura del yamen variaba mucho en tamaño, dependiendo del nivel de gobierno que administraba, así como la antigüedad de la oficina del burócrata. Sin embargo, a nivel local normalmente tenía características similares: una puerta de entrada, un patio y una sala —en general servía como un tribunal de justicia—; oficinas, celdas de prisión y almacenes; y residencias para el burócrata, su familia y su personal.
En el ámbito provincial o superior, se produjo en mayor medida la especialización de los funcionarios. Por ejemplo, los tres principales funcionarios de una provincia (chino simplificado:三大宪; chino tradicional:三大憲; pinyin:  San Dà Xiàn ; literalmente: «los tres grandes de la ley») controlaban el poder legislativo, ejecutivo, judicial y los asuntos militares de la provincia o región. En consecuencia, sus edificios estaban especializados de acuerdo con las funciones de la oficina. Los grandes yamen del gobierno central, que se encontraban en la capital, eran las oficinas más exclusivamente complejas.

## Después de 1911
La institución de los yamen fue víctima del levantamiento de Wuchang (武昌起義) y la Revolución Xinhai (辛亥革命), tras lo cual los señores de la guerra a menudo se convertían en las máximas autoridades, a pesar de los intensos esfuerzos de Sun Yat-sen para establecer una República de China que cubriría toda China. Sun Yat-sen trató de establecer una forma de autogobierno o autonomía sobre una base regional o local, pero se encontró que necesitaba burocracia para dirigir un país tan grande como China. Por lo tanto, surgieron nuevas oficinas burocráticas, reproduciendo así las funciones de los yamen imperiales de muchas maneras.
El término yamen se sigue utilizando en la actualidad de forma coloquial en China para nombrar las oficinas del gobierno. A veces tiene connotaciones negativas de una burocracia arrogante o ineficaz.

## yamens notables
- El Zongli Yamen (總理衙門) funcionó como una oficina de asuntos extranjeros durante la dinastía Qing.[3]
- El yamen en la Ciudad amurallada de Kowloon (Hong Kong), es un sitio importante histórico.[4]
- El Palacio Presidencial de Nanjing (总统府/總統府) se modificó a partir de los yamen del Virrey de Liangjiang.
- El yamen del Xian de Neixiang (Henan), es el yamen a nivel de xian mejor conservado en la actualidad en la China continental.
- Los yamenas de los seis ministerios imperiales de la dinastía Qing, en Beijing, se encontraban dentro de lo que hoy es la plaza de Tian'anmen, y fueron demolidos por etapas en la primera mitad del siglo XX.